# Spedizione Sundiver
Spedizione Sundiver è un romanzo di fantascienza di David Brin del 1980 che costituisce il primo capitolo del ciclo delle cinque galassie (Uplift).

## Trama
Il protagonista è Jacob Demwa, scienziato che si occupa di "elevare" (dall'inglese "to uplift") i delfini. In seguito alla richiesta di aiuto di un suo amico, il Kanten Fagin (un vegetale intelligente) si precipita sul pianeta Mercurio, dove viene a conoscenza che sul Sole sono state trovate forme di vita intelligenti. Per studiarle è stato avviato il progetto Sundiver, e quasi senza l'aiuto della tecnologia galattica si è riusciti a fabbricare delle astronavi con cui arrivare sulla superficie solare. Con loro ci sono personaggi di spicco: il direttore della filiale della Biblioteca sulla Terra Bubbacub (razza Pil), il suo servo della razza cliente Pring Culla, il giornalista francese Pierre laRoque, la parapsicologa Martine, il direttore della spedizione Kepler, la comandante Helene de Silva e il neo-scimpanzé Jeffrey.

## Edizioni
- David Brin, Spedizione Sundiver (Sundiver), traduzione di Gianluigi Zuddas, collana Cosmo serie Oro, Editrice Nord, 1989,  p. 312, ISBN 88-429-0402-3.